# Ptiloneuridae
Ptiloneuridae (literalmente "venas vellosas") es una familia de Psocodea del suborden Psocomorpha.  Al igual que los otros miembros del infraorden Epipsocetae, su labro posee dos crestas esclerotizadas.